# Генералски-Стол
Генералски-Стол (хорв. Generalski Stol) — община в центральной части Хорватии, в Карловацкой жупании с центром в одноимённом посёлке. Население общины 2642 человека, население посёлка — 589 человек (2011. В состав общины помимо центра входит ещё 24 деревни.
Подавляющее большинство населения общины составляют хорваты — 99,1 %.

## География
Посёлок Генералски-Стол находится в междуречье Добры и Мрежницы в 22 км к юго-западу от центра Карловаца и в 15 км к юго-западу от Дуга-Ресы. Через посёлок проходит шоссе D23 (Сень — Карловац) и ж/д линия, ведущая от Загреба на Риеку и Сплит. В посёлке есть ж/д вокзал, на котором останавливаются поезда маршрута Загреб — Карловац — Огулин.

## История
Генеральски-Стол находится на древнем маршруте, который вёл от Адриатического побережья в районе Сеня через стратегический перевал Вратник, отделяющий горы Горского Котара от Велебита, вглубь континентальной Хорватии. Первая дорога здесь была построена ещё в римское время. Сейчас по этому маршруту проходит шоссе D23.
В XII—XIII веках эти земли стали собственностью Франкопанов, в XVI веке вошли в состав Военной Границы. Своим современным названием Генералски-Стол обязан тому, что в нём некоторое время находилась ставка генерала Хорватской военной границы Вука Крсто Франкопана (en:Vuk Krsto Frankopan)